# Joaquín Peiró
Joaquín Peiró Lucas (* 29. Januar 1936 in Madrid; † 18. März 2020 ebenda) war ein spanischer Fußballspieler, der mit der Nationalmannschaft seines Heimatlandes an der Fußball-Weltmeisterschaft 1962 in Chile und der 1966 in England teilnahm.

## Jugend
Peiró wurde 1936 in Madrid geboren. Zunächst spielte er bei den Vorstadtclubs Covadonga, Tolosa, Jusa und Ferroviaria, ehe er noch als Jugendlicher von Atlético Madrid entdeckt wurde. Bei Atlético absolvierte er 1955 im Alter von 19 Jahren sein erstes Spiel in einer Profimannschaft.

## Vereinskarriere
Als Spieler aus der eigenen Jugend absolvierte Peiró bei Atlético von 1955 bis 1962 166 Ligaspiele, in denen der schnelle Außenstürmer 93 Tore erzielte. Da Atlético gerade dabei war, um Enrique Collar und den brasilianischen Weltmeister von 1958, Edval Izidio Neto, genannt Vavá, eine Starmannschaft aufzubauen, verlor Peiró seinen Stammplatz und wechselte 1962 zur AC Turin nach Italien. Nach dem Flugunfall von Superga 1949, bei der fast die gesamte Meistermannschaft der vergangenen Jahre um den italienischen Nationalspieler Valentino Mazzola starb, hatte sich die einst so erfolgreiche Mannschaft des Grande Torino, die in den 1940er-Jahren Italiens Fußball beherrschte, im Mittelfeld der Serie A festgesetzt. Man war sogar in der zehnten Saison nach Superga in die Serie B abgestiegen, jedoch sofort wieder aufgestiegen.
In den zwei Jahren in Turin absolvierte Peiró 46 Spiele (10 Tore), ehe er 1964 weiter zu Inter Mailand wechselte. Hier hatte sich um Trainer Helenio Herrera, einen Verfechter des Catenaccio, eine der besten Mannschaften Europas entwickelt. Hinten stand man mit beinharten Verteidigern wie Tarcisio Burgnich oder Offensivaußenverteidiger Giacinto Facchetti und einem Ausputzer vor der Abwehr wie Armando Picchi sicher, und Weltklassestürmern wie Luis Suárez und Sandro Mazzola, übrigens der Sohn des legendären Valentino Mazzola vermochten es ebenso, die gegnerische Abwehr in Not zu bringen. Allerdings schaffte es Peiró in seinen zwei Jahren bei Inter nicht, an den Weltstars im Angriff vorbeizukommen und brachte es während dieser Zeit nur auf 25 Spiele (8 Tore). 1966 wechselte Peiró dann weiter zur AS Rom, wo er besser zurechtkam. Bei der Roma kam es in vier Jahren zwischen 1966 und 1970 zu 103 Einsätzen, in denen er 21-mal in das gegnerische Tor traf. Mit dem Verein aus Italiens Hauptstadt gewann der Spanier 1969 die Coppa Italia. Seine Karriere beendete Peiró 1970, 34-jährig, im Dress der Roma.

## Nationalmannschaft
Sein erstes Länderspiel für Spanien absolvierte Peiró 1956 im Alter von 20 Jahren unter Guillermo Eizaguirre. Zuvor machte er bereits ein Spiel für Spaniens U-23 und fünf Spiele (fünf Tore) für die B-Mannschaft seines Heimatlandes. In seinen insgesamt zwölf Länderspielen traf Peiró fünf Mal. Sein wohl wichtigstes und auch letztes Tor für Spanien war das 1:0 beim Vorrundenspiel der Fußball-Weltmeisterschaft 1962 gegen Mexiko (Endstand: 1:0). Das Turnier endete für Spanien, das als Mitfavorit galt, da es Stars wie Ferenc Puskás oder Alfredo Di Stéfano in seinen Reihen hatte, bereits in der Vorrunde.
1966 erlebte Peiró seine zweite Weltmeisterschaft, wo er in den Spielen gegen Argentinien (1:2) und die Schweiz (2:1) eingesetzt wurde, ohne jedoch ein Tor zu erzielen. Nach der WM 1966 beendete Peiró seine Karriere im Nationaldress der Iberer.

## Karriere als Trainer
Nach Ende seiner aktiven Karriere fungierte Peiró als Coach zahlreicher Mannschaften. So coachte er zum Beispiel Atletico Madrid, die Mannschaft, mit der er einst die Copa del Rey und den Europapokal der Pokalsieger gewann, als Interimscoach (1990). Seinen größten und auch einzigen Erfolg als Trainer verbuchte Peiró, der auch FC Granada 74 und Real Murcia trainierte, 2003, als er mit dem FC Málaga den UEFA Intertoto Cup gewann.

## Erfolge

### Als Spieler
- Europapokal der Landesmeister: 1964/65
- Europapokalsieger der Pokalsieger: 1961/62
- Weltpokalsieger: 1964, 1965
- Spanischer Pokalsieger: 1959/60, 1960/61
- Italienischer Meister: 1964/65, 1965/66
- Italienischer Pokalsieger: 1968/69
- Torschützenkönig der Coppa Italia: 1963/64

### Als Trainer
- UEFA-Intertoto-Cup-Sieger: 2002